# Abrial A-12 Bagoas

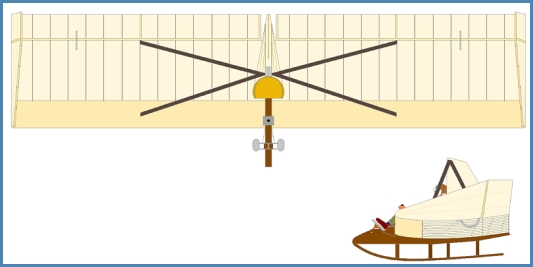
Abrial A12 Bagoas

De A-12 Bagoas was een ongewoon experimenteel zweefvliegtuig, ontworpen begin jaren 30 door Georges Abrial. Het ontwerp was niet alleen staartloos, maar had ook vleugels met een extreem kleine aspect ratio van 1:6, wat inhoudt dat ze kort en breed waren, terwijl de meeste vleugels van zwevers juist lang en smal zijn. Na aanmoedigende tests in de windtunnel van St Cyr, bouwde Abrial een model op ware grootte. Deze had echter zoveel technische problemen, dat Abrial de ontwikkeling stopte na het vliegtuig Bagoas te hebben gedoopt, naar de Perzische paleiseunuch en gifmenger.